# Odette Le Fontenay

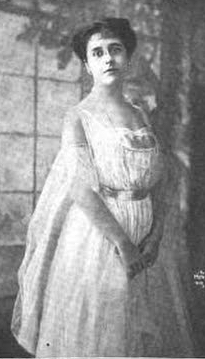
Odette Le Fontenay (1917)

Odette Le Fontenay (* 1885 in Paris; † 1965 im Broward County, Florida) war eine französische Sängerin (Sopran).
Le Fonteney debütierte als Opernsängerin in Frankreich und trat an der Pariser Opéra-Comique auf. Mit ihrem Mann, dem Bariton Philip(pe) Coudert ging sie 1916 in die USA und war in der Saison 1916–17 an der Metropolitan Opera engagiert. Sie trat dort in drei Opern auf: in Mozarts Zauberflöte und Figaros Hochzeit sowie in Humperdincks Hänsel und Gretel. Sie hatte in den nächsten 15 Jahren zahlreiche weitere Auftritte gemeinsam mit ihrem Mann und sang Aufnahmen bei Edison Records und Victor Records. Von 1935 bis 1943 unterrichtete sie Gesang an der Ethel Walker School in Simsbury, Connecticut.